# Germaine Mason
Pour les articles homonymes, voir Mason.
Germaine Mason (né le 20 janvier 1983 à Kingston et mort le 20 avril 2017 à Palisadoes, dans la même ville) est un athlète jamaïcain naturalisé britannique en 2006, spécialiste du saut en hauteur.

## Biographie
Né à Kingston en Jamaïque, Germaine Mason se distingue en catégories juniors en remportant notamment la médaille d'argent des championnats du monde juniors de 2000, et en se classant troisième de l'édition suivante, en 2002.
En 2003, il remporte la médaille d'or des Jeux panaméricains, à Saint-Domingue, en établissant un nouveau record de Jamaïque avec 2,34 m. Cette même année, il termine cinquième des Championnats du monde de Paris. En 2004, il décroche la médaille de bronze des championnats du monde en salle, à Budapest, avec un saut à 2,25 m.
Il obtient la nationalité britannique le 8 mars 2006.
En 2008, lors des Jeux olympiques de Pékin, Germaine Mason égale sa meilleure marque de 2,34 m en finale, et s'adjuge la médaille d'argent, à deux centimètres du Russe Andrey Silnov,.
Le 20 avril 2017, Germaine Mason meurt dans un accident de moto en Jamaïque, perdant le contrôle de son véhicule sur la route de Kingston.

## Palmarès
| Date                        | Compétition                    | Lieu              | Résultat | Marque |
| --------------------------- | ------------------------------ | ----------------- | -------- | ------ |
| Représentant la Jamaïque    |                                |                   |          |        |
| 2000                        | Championnats du monde juniors  | Santiago du Chili | 2e       | 2,24 m |
| 2002                        | Championnats du monde juniors  | Kingston          | 3e       | 2,21 m |
| 2003                        | Championnats du monde en salle | Birmingham        | qual.    | NM     |
| 2003                        | Jeux panaméricains             | Saint-Domingue    | 1er      | 2,34 m |
| 2003                        | Championnats du monde          | Paris             | 5e       | 2,29 m |
| 2003                        | Finale mondiale                | Monaco            | 3e       | 2,27 m |
| 2004                        | Championnats du monde en salle | Budapest          | 3e       | 2,25 m |
| Représentant le Royaume-Uni |                                |                   |          |        |
| 2006                        | Coupe d'Europe des nations     | Malaga            | 3e       | 2,27 m |
| 2006                        | Championnats d'Europe          | Göteborg          | qual.    | 2,19 m |
| 2007                        | Championnats du monde          | Osaka             | qual.    | 2,19 m |
| 2007                        | Finale mondiale                | Stuttgart         | 4e       | 2,27 m |
| 2008                        | Jeux olympiques                | Pékin             | 2e       | 2,34 m |
| 2008                        | Finale mondiale                | Stuttgart         | 6e       | 2,26 m |

## Records
| Épreuve         | Épreuve   | Performance | Lieu                 | Date                     |
| --------------- | --------- | ----------- | -------------------- | ------------------------ |
| Saut en hauteur | Plein air | 2,34 m      | Saint-Domingue Pékin | 9 août 2003 19 août 2008 |
| Saut en hauteur | Salle     | 2,30 m      | Arnstadt             | 8 février 2003           |